# Artem Husol
Artem Valerijovyč Husol (in ucraino Артем Валерійович Гусол?; Kiev, 5 gennaio 2006) è un calciatore ucraino, attaccante del Kolos Kovalivka.

## Carriera

### Club
Cresciuto nel settore giovanile del Kolos Kovalivka, nella primavera del 2022 in seguito allo scoppio della guerra in Ucraina si è trasferito in Italia; durante la sua permanenza ha anche giocato nelle giovanili dei cremonesi del Camisano. Rientrato in Ucraina nel settembre dello stesso anno, ha ripreso a giocare nel Kolos Kovalivka, con cui ha anche debuttato in prima squadra il 28 aprile 2023 nell'incontro di prima divisione ucraina perso 3-1 contro lo Šachtar, terminando la sua prima stagione con 4 presenze; ha segnato il suo primo gol in una competizione professionistica il 31 agosto dell'anno successivo nella partita persa 2-1 contro l'Oleksandrija, concludendo la stagione 2023-2024 con 5 presenze in campionato ed una presenza in Coppa d'Ucraina. Rimane in rosa anche per la stagione 2024-2025, in cui realizza una rete in 13 partite di campionato giocate, e nella stagione 2025-2026, entrambe disputate in prima divisione.

### Nazionale
Ha giocato con le nazionali giovanili ucraine Under-19 ed Under-20.

## Statistiche

### Presenze e reti nei club
Statistiche aggiornate al 16 agosto 2025.
| Stagione               | Squadra                | Campionato             | Campionato | Campionato | Coppe nazionali | Coppe nazionali | Coppe nazionali | Coppe continentali | Coppe continentali | Coppe continentali | Altre coppe | Altre coppe | Altre coppe | Totale | Totale | Totale |
| Stagione               | Squadra                | Comp                   | Pres       | Reti       | Comp            | Pres            | Reti            | Comp               | Pres               | Reti               | Comp        | Pres        | Reti        | Pres   | Reti   |        |
| ---------------------- | ---------------------- | ---------------------- | ---------- | ---------- | --------------- | --------------- | --------------- | ------------------ | ------------------ | ------------------ | ----------- | ----------- | ----------- | ------ | ------ | ------ |
| 2022-2023              | Kolos Kovalivka        | PL                     | 4          | 0          | -               | -               | -               | -                  | -                  | -                  | -           | -           | -           | 4      | 0      |        |
| 2023-2024              | Kolos Kovalivka        | PL                     | 5          | 0          | CU              | 1               | 0               | -                  | -                  | -                  | -           | -           | -           | 6      | 0      |        |
| 2024-2025              | Kolos Kovalivka        | PL                     | 13         | 1          | CU              | 0               | 0               | -                  | -                  | -                  | -           | -           | -           | 13     | 1      |        |
| 2025-2026              | Kolos Kovalivka        | PL                     | 3          | 0          | CU              | 0               | 0               | -                  | -                  | -                  | -           | -           | -           | 3      | 0      |        |
| Totale Kolos Kovalivka | Totale Kolos Kovalivka | Totale Kolos Kovalivka | 25         | 1          |                 | 1               | 0               |                    | -                  | -                  |             | -           | -           | 26     | 1      |        |
| Totale carriera        | Totale carriera        | Totale carriera        | 25         | 1          |                 | 1               | 0               |                    | -                  | -                  |             | -           | -           | 26     | 1      |        |